# Pierre Forget
Pierre Forget (ur. 25 marca 1972 r.) – kanadyjski narciarz, specjalista narciarstwa dowolnego. Zajął 39. miejsce w jeździe po muldach podczas mistrzostw świata w La Clusaz. Nigdy nie startował na igrzyskach olimpijskich. Najlepsze wyniki w Pucharze Świata osiągnął w sezonie 1993/1994, kiedy to zajął 57. miejsce w klasyfikacji generalnej.
W 1997 r. zakończył karierę.

## Sukcesy

### Mistrzostwa Świata
| Miejsce | Dzień     | Rok  | Miejscowość | Konkurencja      | Zwycięzca       |
| ------- | --------- | ---- | ----------- | ---------------- | --------------- |
| 39.     | 18 lutego | 1995 | La Clusaz   | Jazda po muldach | Edgar Grospiron |

### Puchar Świata

#### Miejsca w klasyfikacji generalnej
- 1992/1993 – 84.
- 1993/1994 – 57.
- 1994/1995 – 82.
- 1995/1996 – 72.
- 1996/1997 – 87.

#### Miejsca na podium
1. La Plagne – 21 grudnia 1993 (Jazda po muldach) – 1. miejsce